# Puchar Irlandii w piłce siatkowej mężczyzn (2014/2015)
Puchar Irlandii w piłce siatkowej mężczyzn 2014/2015 (Men's Association Cup 2014/2015) – rozgrywki o siatkarski Puchar Irlandii. Brały w nich udział kluby z Premier League oraz Division 1. Zainaugurowane zostały 13 grudnia 2014 roku. Finał odbył się 25 kwietnia 2015 roku w Artane Recreation Centre w Dublinie.
Puchar Irlandii zdobył klub UCD, który w finale pokonał Ballymun Patriots.
Drużyny, które zajęły drugie i trzecie miejsce w poszczególnych grupach, walczyły ze sobą o Tarczę Irlandii (Association Shield). W rozgrywkach tych zwyciężył klub DVC.

## Drużyny uczestniczące
| Premier League 6 drużyn  | Premier League 6 drużyn |
| ------------------------ | ----------------------- |
| Ballymun Patriots        | finał                   |
| Ballymun Patriots Eagles | półfinał                |
| DVC                      | faza grupowa            |
| Garda                    | półfinał                |
| NUIG Alliance            | faza grupowa            |
| UCD                      | zwycięstwo              |

| Division 1 2 drużyny | Division 1 2 drużyny |
| -------------------- | -------------------- |
| Aer Lingus           | faza grupowa         |
| Tallaght Rockets     | faza grupowa         |

| Pozostałe 2 drużyny | Pozostałe 2 drużyny |
| ------------------- | ------------------- |
| DVC 2               | faza grupowa        |
| Sky Force           | faza grupowa        |

## Puchar Irlandii

### Faza grupowa

#### Grupa A
Tabela
| Lp. | Drużyna                  | Pkt | Mecze | Mecze | Mecze | Rodzaj wyniku | Rodzaj wyniku | Rodzaj wyniku | Rodzaj wyniku | Rodzaj wyniku | Rodzaj wyniku | Sety | Sety | Sety | Sety |
| Lp. | Drużyna                  | Pkt | M     | W     | P     | 3:0           | 3:1           | 3:2           | 2:3           | 1:3           | 0:3           | S    | wyg. | prz. | +/-  |
| --- | ------------------------ | --- | ----- | ----- | ----- | ------------- | ------------- | ------------- | ------------- | ------------- | ------------- | ---- | ---- | ---- | ---- |
| 1   | Ballymun Patriots        | 16  | 4     | 4     | 0     | 1             | 3             | 0             | 0             | 0             | 0             | 15   | 12   | 3    | +9   |
| 2   | Ballymun Patriots Eagles | 13  | 4     | 3     | 1     | 1             | 2             | 0             | 0             | 1             | 0             | 15   | 10   | 5    | +5   |
| 3   | NUIG Alliance            | 8   | 4     | 2     | 2     | 0             | 0             | 2             | 0             | 1             | 1             | 16   | 7    | 9    | –2   |
| 4   | Aer Lingus               | 8   | 4     | 1     | 3     | 0             | 0             | 1             | 1             | 2             | 0             | 18   | 7    | 11   | –4   |
| 5   | Tallaght Rockets         | 5   | 4     | 0     | 4     | 0             | 0             | 0             | 2             | 1             | 1             | 17   | 5    | 12   | –7   |

Źródło: volleyballireland.com

Zasady ustalania kolejności: 1. liczba zdobytych punktów; 2. liczba wygranych meczów; 3. bilans setów; 4. bilans setów w bezpośrednich spotkaniach.

Punktacja: zwycięstwo – 4 pkt, 2:3 – 2 pkt, 1:3 – 1 pkt, 0:3 – 0 pkt.
     półfinał
     Tarcza Irlandii
Wyniki spotkań
| Data       | Drużyna 1         |         | Drużyna 2                | Sety                                |
| Runda 1    | Runda 1           | Runda 1 | Runda 1                  | Runda 1                             |
| ---------- | ----------------- | ------- | ------------------------ | ----------------------------------- |
| 13.12.2014 | Ballymun Patriots | 3:0     | Tallaght Rockets         | (25:15, 25:15, 32:30)               |
| 13.12.2014 | Aer Lingus        | 1:3     | Ballymun Patriots Eagles | (24:26, 11:25, 25:23, 19:25)        |
| 13.12.2014 | Ballymun Patriots | 3:1     | Ballymun Patriots Eagles | (25:18, 25:10, 21:25, 25:22)        |
| Runda 2    |                   |         |                          |                                     |
| 17.01.2015 | Ballymun Patriots | 3:1     | NUIG Alliance            | (21:25, 25:21, 25:16, 25:22)        |
| 18.01.2015 | NUIG Alliance     | 3:2     | Aer Lingus               | (25:22, 21:25, 25:22, 21:25, 15:10) |
| 07.02.2015 | Aer Lingus        | 1:3     | Ballymun Patriots        | (25:0, 17:25, 18:25, 21:25)         |
| 13.01.2015 | Tallaght Rockets  | 1:3     | Ballymun Patriots Eagles | (23:25, 25:22, 24:26, 25:23)        |
| Runda 3    |                   |         |                          |                                     |
| 22.02.2015 | Aer Lingus        | 3:2     | Tallaght Rockets         | (25:20, 25:27, 15:25, 25:21, 17:15) |
| 22.02.2015 | NUIG Alliance     | 3:2     | Tallaght Rockets         | (25:27, 14:25, 25:20, 26:24, 15:7)  |
| 22.02.2015 | NUIG Alliance     | 0:3     | Ballymun Patriots Eagles | (14:25, 14:25, 16:25)               |

#### Grupa B
Tabela
| Lp. | Drużyna   | Pkt | Mecze | Mecze | Mecze | Rodzaj wyniku | Rodzaj wyniku | Rodzaj wyniku | Rodzaj wyniku | Rodzaj wyniku | Rodzaj wyniku | Sety | Sety | Sety | Sety |
| Lp. | Drużyna   | Pkt | M     | W     | P     | 3:0           | 3:1           | 3:2           | 2:3           | 1:3           | 0:3           | S    | wyg. | prz. | +/-  |
| --- | --------- | --- | ----- | ----- | ----- | ------------- | ------------- | ------------- | ------------- | ------------- | ------------- | ---- | ---- | ---- | ---- |
| 1   | UCD       | 13  | 4     | 3     | 1     | 3             | 0             | 0             | 0             | 1             | 0             | 13   | 10   | 3    | +7   |
| 2   | Garda     | 12  | 4     | 3     | 1     | 2             | 1             | 0             | 0             | 0             | 1             | 13   | 9    | 4    | +5   |
| 3   | DVC       | 12  | 4     | 3     | 1     | 2             | 1             | 0             | 0             | 0             | 1             | 13   | 9    | 4    | +5   |
| 4   | DVC 2     | 4   | 4     | 1     | 3     | 0             | 1             | 0             | 0             | 0             | 3             | 13   | 3    | 10   | –7   |
| 5   | Sky Force | 2   | 4     | 0     | 4     | 0             | 0             | 0             | 0             | 2             | 2             | 14   | 2    | 12   | –10  |

Źródło: volleyballireland.com

Zasady ustalania kolejności: 1. liczba zdobytych punktów; 2. liczba wygranych meczów; 3. bilans setów; 4. bilans setów w bezpośrednich spotkaniach.

Punktacja: zwycięstwo – 4 pkt, 2:3 – 2 pkt, 1:3 – 1 pkt, 0:3 – 0 pkt.
     półfinał
     Tarcza Irlandii
Wyniki spotkań
| Data       | Drużyna 1 |         | Drużyna 2 | Sety                         |
| Runda 1    | Runda 1   | Runda 1 | Runda 1   | Runda 1                      |
| ---------- | --------- | ------- | --------- | ---------------------------- |
| 14.12.2014 | UCD       | 3:0     | DVC 2     | (25:14, 25:19, 25:21)        |
| 14.12.2014 | UCD       | 3:0     | Sky Force | (25:12, 25:14, 25:16)        |
| 14.12.2014 | DVC 2     | 3:1     | Sky Force | (25:11, 25:19, 26:28, 25:15) |
| 14.12.2014 | DVC       | 0:3     | Garda     | (19:25, 24:26, 23:25)        |
| Runda 2    |           |         |           |                              |
| 17.01.2015 | DVC 2     | 0:3     | DVC       | (14:25, 19:25, 19:25)        |
| 17.01.2015 | UCD       | 3:0     | Garda     | (25:18, 25:16, 26:24)        |
| 18.01.2015 | UCD       | 1:3     | DVC       | (21:25, 20:25, 25:14, 20:25) |
| Runda 3    |           |         |           |                              |
| 21.02.2015 | DVC 2     | 0:3     | Garda     | (25:20, 25:12, 25:18)        |
| 21.02.2015 | Sky Force | 0:3     | DVC       | (7:25, 15:25, 15:25)         |
| 21.02.2015 | Sky Force | 1:3     | Garda     | (13:25, 25:22, 12:25, 15:25) |

### Półfinały
| Data       | Drużyna 1         |     | Drużyna 2                | Sety                  |
| ---------- | ----------------- | --- | ------------------------ | --------------------- |
| 07.03.2015 | Ballymun Patriots | 3:0 | Garda                    | (25:18, 25:22, 25:22) |
| 07.03.2015 | UCD               | 3:0 | Ballymun Patriots Eagles | (25:15, 25:18, 25:16) |

### Finał
| Data       | Drużyna 1         |     | Drużyna 2 | Sety                         |
| ---------- | ----------------- | --- | --------- | ---------------------------- |
| 25.04.2015 | Ballymun Patriots | 1:3 | UCD       | (22:25, 21:25, 25:23, 23:25) |

## Tarcza Irlandii

### Półfinał
| Data       | Drużyna 1  |     | Drużyna 2     | Sety                                |
| ---------- | ---------- | --- | ------------- | ----------------------------------- |
| 08.03.2015 | DVC 2      | 0:3 | NUIG Alliance | (14:25, 17:25, 22:25)               |
| 08.03.2015 | Aer Lingus | 2:3 | DVC           | (23:25, 25:22, 25:23, 17:25, 11:15) |

### Finał
| Data       | Drużyna 1     |     | Drużyna 2 | Sety                                |
| ---------- | ------------- | --- | --------- | ----------------------------------- |
| 28.03.2015 | NUIG Alliance | 2:3 | DVC       | (18:25, 26:24, 24:26, 25:20, 12:15) |